# Caletodraco
Genre
Espèce
Caletodraco est un genre fossile de dinosaures abélisauridés furileusauriens du Crétacé supérieur (Cénomanien) en provenance du pays de Caux (Seine-Maritime, région Normandie, France). Ce genre n'est représenté que par son espèce type, Caletodraco cottardi. Il s'agit du premier furileusaurien découvert en dehors de l'Amérique du Sud.
Caletodraco cottardi est décrit comme un nouveau genre et une nouvelle espèce d'abelisauridés en 2024.

## Découverte et dénomination

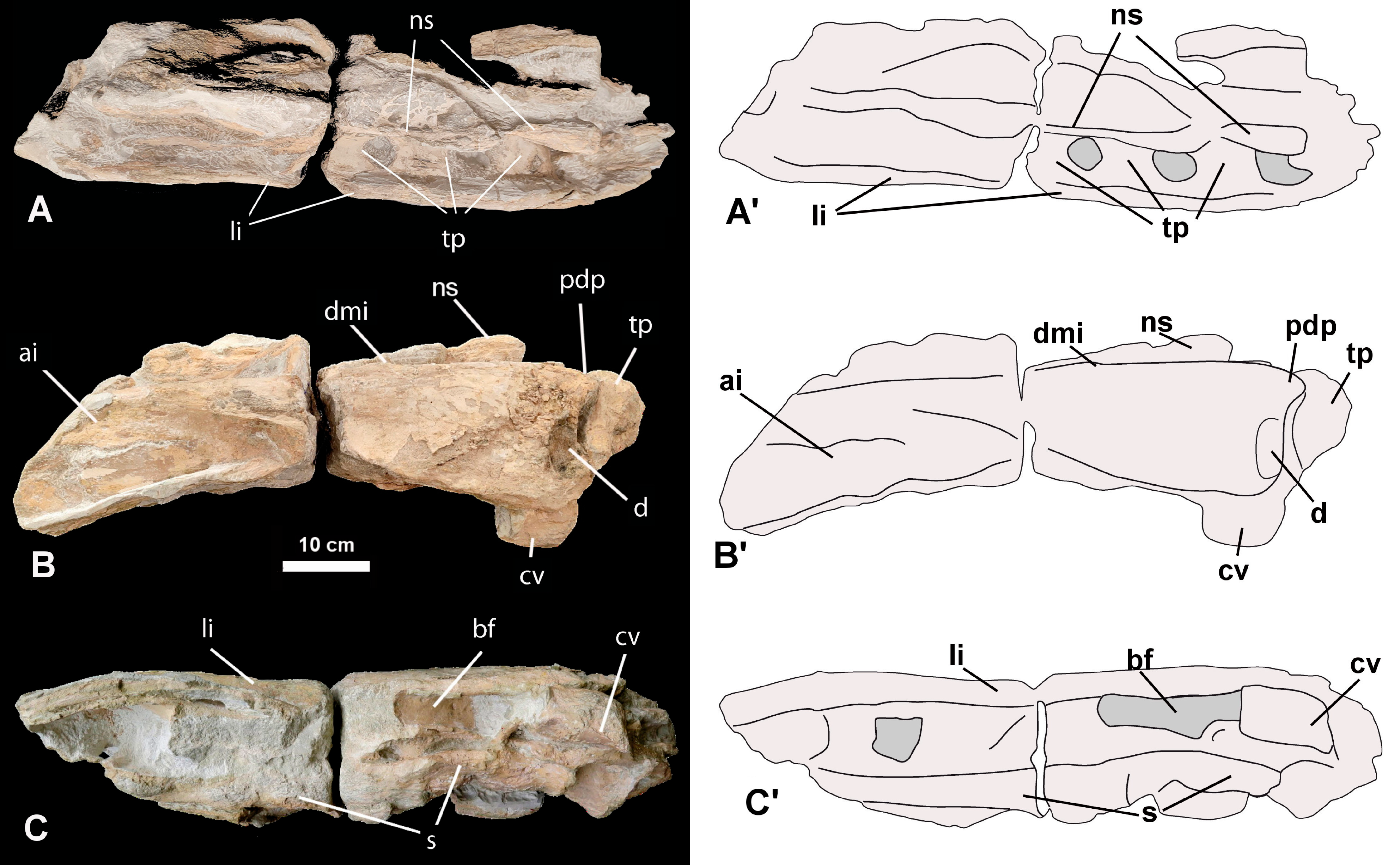
Holotype.

Le spécimen holotype, MHNH 2024.1.1., a été collecté par le paléontologue Nicolas Cottard lors de deux expéditions distinctes en 2021 et 2023 dans des blocs de craie glauconieuse au pied des falaises maritimes de Saint-Jouin-Bruneval (entre Le Havre et Étretat) dans le département de Seine-Maritime ; il comprend un sacrum, un ilium incomplet, la première vertèbre caudale et divers os mal conservés (peut-être des côtes). Une dent trouvée au même endroit pourrait appartenir au même taxon ou à un prédateur ou encore à un charognard.
Le nom générique, Caletodraco, est composé du nom des Calètes, une tribu celtique qui vivait dans la région environnant la localité type, et du latin draco (« dragon »).
L'épithète spécifique, cottardi, rend hommage à Nicolas Cottard, qui a découvert le spécimen et l'a donné au muséum d'histoire naturelle du Havre, où il est maintenant exposé.

## Description

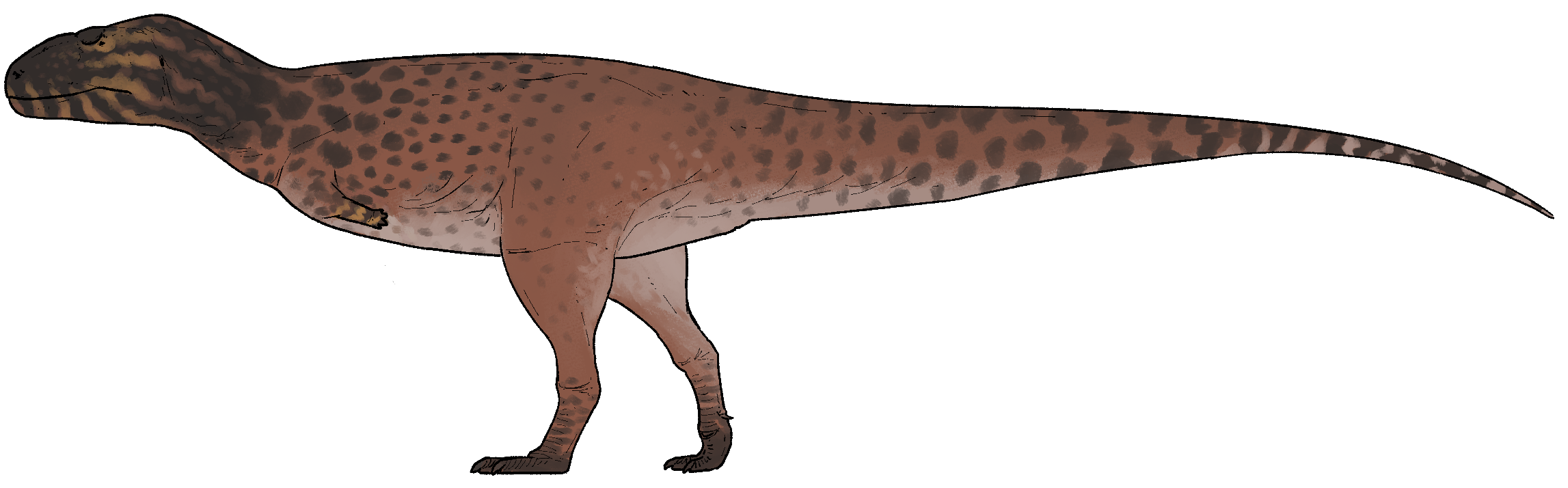
Vue d’artiste.

L'holotype de Caletodraco est de taille générale similaire à celle de Skorpiovenator. L'ilium des deux taxons mesure environ 70 cm, à une distance du premier centre vertébral caudal d'environ 10 cm. Comme la longueur totale de Skorpiovenator est estimée à 6 m, à partir d'un squelette assez complet, on peut supposer que Caletodraco était de taille similaire. La forme du processus transverse de la vertèbre caudale est une autapomorphie qui distingue Caletodraco de tous les autres abélisauridés.

## Classification
Le genre Caletodraco et l'espèce Caletodraco Cottardi ont été décrits en 2024 par Éric Buffetaut, Haiyan Tong (d), Jérôme Girard, Bernard Hoyez et Javier Párraga (d).
Caletodraco a été assigné par ses descripteurs au sous-clade des Abélisauridés furileusauriens. Cela en fait l'un des plus anciens furileusauriens connus, peut-être avec Genusaurus du Crétacé inférieur de France. Cela suggère une biogéographie des abélisaures européens plus complexe qu'on ne le pensait auparavant.

## Publication originale
- (en) Eric Buffetaut, Haiyan Tong, Jérôme Girard, Bernard Hoyez et Javier Párraga, « Caletodraco cottardi: A New Furileusaurian Abelisaurid (Dinosauria: Theropoda) from the Cenomanian Chalk of Normandy (North-Western France) », Fossil Studies, vol. 2,‎ 2024, p. 177–195 (lire en ligne)